# Когоба

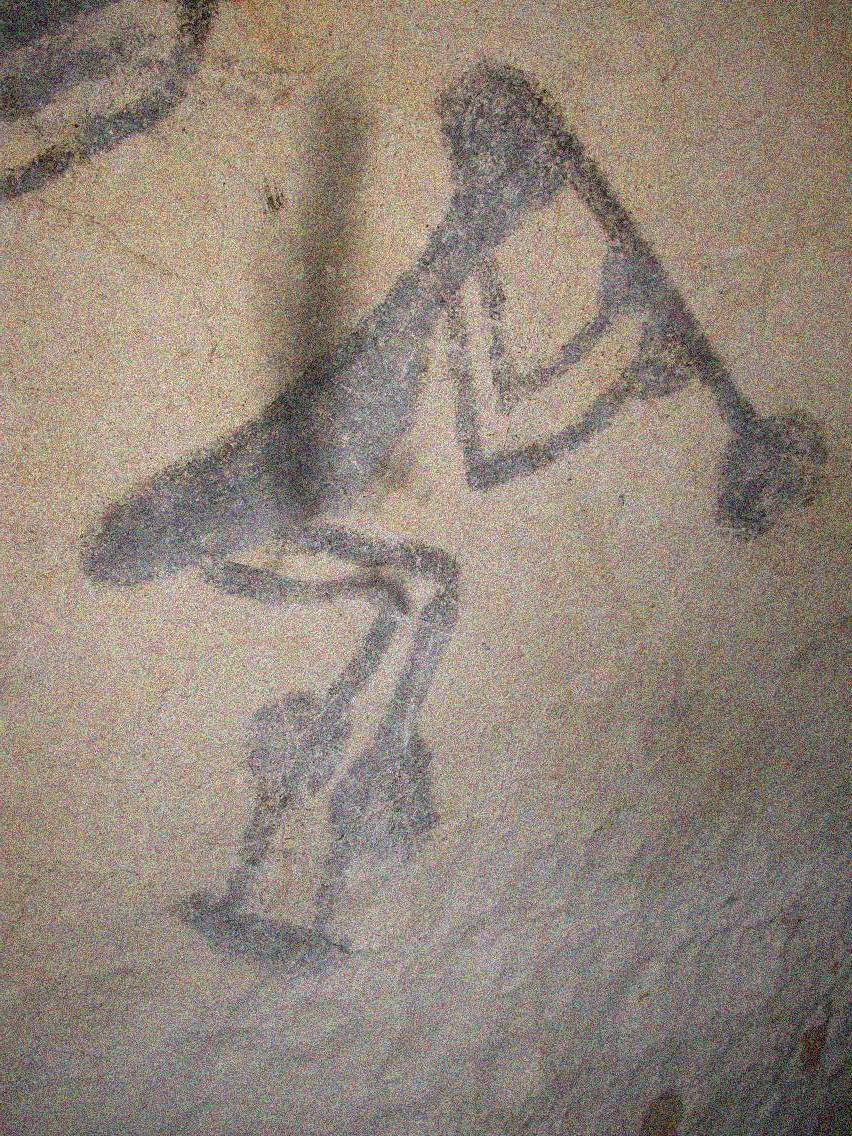
Піктограма із зображенням когоби, розташованої у печерах Пом'є

Когоба — церемонія індіанського народу таїно, в якій подрібнене насіння дерева cojóbana (Anadenanthera) вдихали через Y-подібну трубку, як психотропний препарат. Вживання цієї речовини викликало галюциногенний, ентеогенний або психоделічний ефект. Деякі вважають, що дерево когобана — Anadenanthera peregrina, також це могло бути узагальненим терміном для психотропів, включаючи досить токсичний дурман та подібні роди Solanaceae. Когоба викликала галюцинації про магічні подорожі, подібні до практики шаманізму.
Практика нюхального когоба була популярна таїно і аравакских народах, з якими Христофор Колумб вступив в контакті. Використання порошку Anadenanthera було широко поширене в Південній Америці в стародавні часи культури Уарі і Тіаванако у народів Перу і Болівії, а також у яномама у Венесуелі. Інші назви cohoba включають vilca, cebíl та yopó. У Тіаванако для церемонії використовували також спеціальний нюхальний лоток.
Фернандо Ортіс, засновник кубинської культурології, пропонує детальний аналіз використання cohoba у своїй важливій антропологічній праці Contrapunteo cubano del tabaco y el azúcar.

## Історія

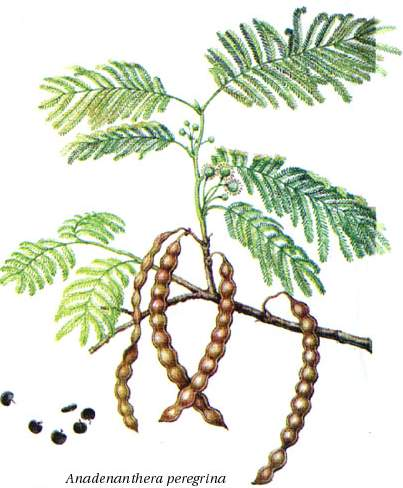
Anadenanthera peregrina

Когоба також відома як йопо. Люди використовують мелене насіння тропічного американського дерева (Anadenanthera peregrina) для виготовлення його як різновиду галюциногенного тютюну. Історично цей наркотик нюхали і готували корінні жителі Південної Америки та індіанці Карибського басейну. Перші відомості про це вперше з'явилися під час розвідки Христофора Колумба, а першу документацію написав у 1496 році Рамон Пейн, який подорожував з Колумбом у другому плаванні. Назва «когоба» відноситься до дрібно меленого порошку кольору кориці, а також до церемоніальної практики використання його південноамериканськими племенами.
Народи куїви та п'яроа орінокоанського походження також споживають когобу. Це важлива частина важливих шаманських ритуалів.
Змішування рослинної суміші визначає ефективність когоби на основі якості інгредієнтів та її приготування. Насіння когоби збирають, як тільки вони дозріють, з жовтня по лютий, щоб шамани могли готувати когобу протягом усього року, коли це необхідно. Потім збирається кора дерева когоба, про його якість судять по тонкості та білизні порошкоподібної золи після спалювання кори. Тим часом насіння рослини когоба подрібнюють і змішують з порошкоподібною корою, щоб створити тісто, схоже на вершкове масло. Як тільки бажана текстура досягнута, тісто розплющується у печиво і готується на вогні. Традиційно йопо береться глибоким вдихом через роздвоєні трубки зі спеціального апарату, що нагадує неглибоку, увігнуту дерев'яну пластину.

## Симптоми
Хоча існує безліч соматичних симптомів, починаючи від чхання, посиленого виділення слизу та кривавих очей, когоба цінується за змінений стан свідомості, який вона надає. Незважаючи на те, що когоба часто нюхається з тютюном, вона має фармакологічно властивості, відмінні від тютюну. Активними компонентами когоби, відповідальними за галюциногенні ефекти, є ДМТ (N, N- диметилтриптамін) та буфотенін. Ефекти ДМТ включають калейдоскопічні видіння, подібні до ЛСД, що супроводжуються слуховими галюцинаціями. Хоча використання когоби не настільки поширене, як раніше, воно все практикується сьогодні різними місцевостями Південної Америки.

## Галерея

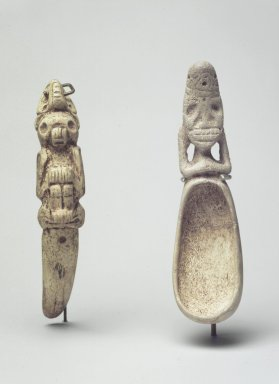
Ложка для когоби, таїно
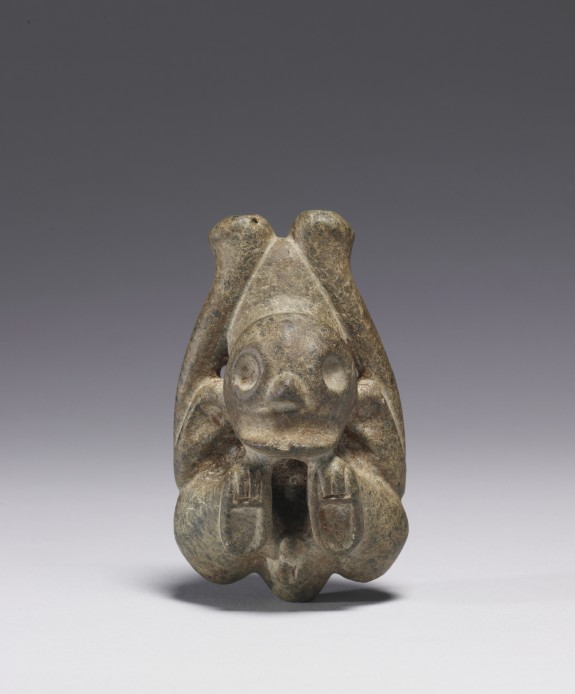
Інструмент для вдихання когоби
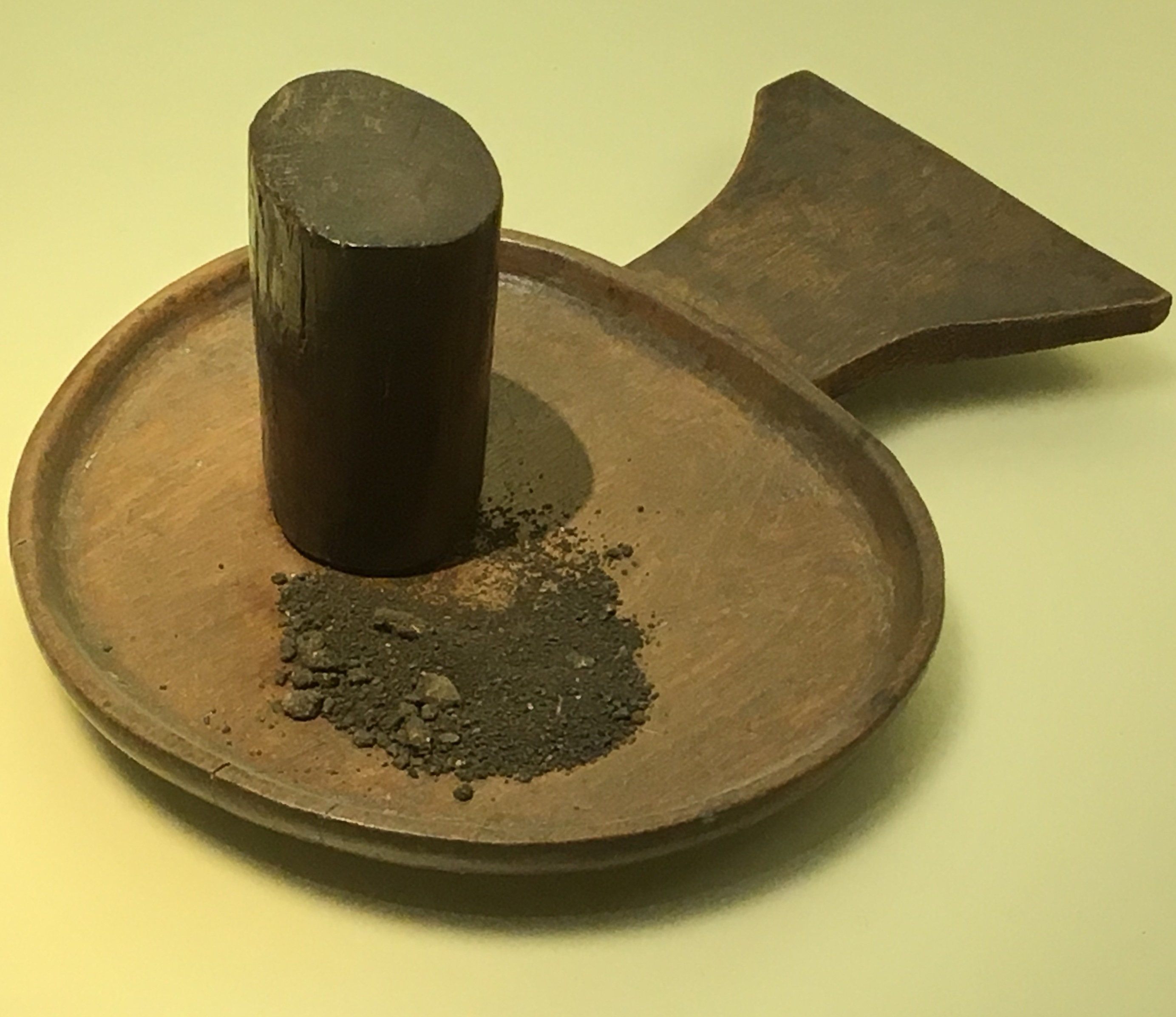
Інструмент для приготування когоби